# Distretto di Kunhegyes
Il distretto di Kunhegyes (in ungherese Kunhegyesi járás) è un distretto dell'Ungheria, situato nella provincia di Jász-Nagykun-Szolnok.